# Vaterländisch Weinlied (Bruckner)
Vaterländisch Weinlied,  WAB 91, ist ein weltliches Chorwerk, das Anton Bruckner 1866 während seines Aufenthalts in Linz komponierte.

## Geschichte
Bruckner komponierte dieses Werk, zusammen mit dem  Vaterlandslied, WAB 92, auf einen sechsstrophigen Text von August Silberstein im November 1866 während seines Aufenthalts in Linz auf Wunsch von Anton M. Storch. Das Lied wurde am 13. Februar 1868 von der Liedertafel Frohsinn unter Bruckners Leitung aufgeführt.
Das Werk, von dem das Originalmanuskript verschollen ist, wurde zuerst im Wiener Compositionalbum von Emil Berté aus dem Jahr 1892 publiziert. Daag (September 1894) wurde es mit einem weiteren Text von Bibamus (Pseudonym von Wilhelm Wiesberg) als „Eine Wein-Legende“ im Neuen Wiener Journal herausgegeben. Das Werk erscheint im Band XXIII/2, Nr. 21 der Gesamtausgabe.

## Text
Wer möchte nicht beim Rebensaft

Des Vaterlands gedenken?

Ein Lebehoch aus voller Kraft

Wollen wir ihm schenken!

Wie die Reben

Mög' sich's heben

In dem Streben 

auf zum Licht!

Der Wein ist echter deutscher Trank,

Er gleichet uns aufs meiste.

Aus vielen Stämmen frisch und schlank,

Vereint zu einem Geiste.

Einst ein Drücken,

Doch ein Schmücken

Und ein Glücken

In der Kraft!

Der Geist von unserm Heimatsgrund,

Der kennt kein rasch Verzischen,

Er wird bis zu der letzten Stund'

Mit Kraft die Welt erfrischen.

Kein Verprassen!

Doch erfassen,

Nimmer lassen,

Helle Tat!

So mag der Wein, voll Geist und Licht,

Uns als ein Sinnbild prangen,

Sein Alter kennt die Schwäche nicht,

Nur Geist und Kraft erlangen.

Drum mit Jahren,

Nur zum Klaren,

Und ein Paaren

Mit dem Geist.

Der Wein, der meldet fest und treu

Vom Grund, dem er entsprossen,

Es zeigen Kraft und Mild' stets neu

Den deutschen Landsgenossen.

Nah und ferne

Bleibt drum gerne

Treu dem Sterne

Deutscher Ehr'!

So hebt die Gläser hoch zur Weih',

Die wir dem Weine geben,

Und aus dem Herzen dringt der Schrei:

Das Vaterland soll leben!

Geist und Klarheit,

Kraft und Wahrheit,

Ruhm zu allezeit,

Für und für!

## Musik
Das 12 Takte lange Werk in C-Dur ist für Männerchor besetzt – „Ein Trinklied mit höherem moralischer Hintergrund, das mit unerwarteten Beugungen und strengen Harmonien in einer engen Zeitspanne eine eigentümliche Prägung aufweist“.

## Diskografie
Es gibt eine einzige Aufnahme von Vaterländisch Weinlied.
- Thomas Kerbl, Männerchorvereinigung Bruckner 12, Weltliche Männerchöre – CD: LIVA 054, 2012 – 1. und 6. Strophen